# Громашевська Любов Леонтіївна
Любо́в Лео́нтіївна Громаше́вська (до шлюбу Гура́ль; 22 листопада 1922, с. Шендерівка (нині Чернівецький район, Вінницька область), Україна — 21 квітня 2009, Київ) — видатна радянська і українська біохімік,  ферментолог й лабораторний діагност, доктор медичних наук (1961 р.), професор (1963 р.), Заслужений діяч науки УРСР (1983 р.), лауреатка Державної премії України в галузі науки і техніки (1987 р.), Премії НАН України імені О. В. Палладіна (2001 р.).

## Біографія
Народилась 22 листопада 1922 року у селі Шендерівка на Вінниччині. Середню школу закінчила в Луганську, після цього вступила на лікувальний факультет Київського медичного інституту (КМІ), який закінчила з відзнакою в м. Челябінську, куди було евакуйовано під час радянсько-німецької війни КМІ.
У 1943 році була направлена в цільову аспірантуру II Московського медичного інституту на кафедру біохімії, яку на той час очолював видатний науковець С. Я. Капланський. Після свого повернення назад у Київ працювала асистентом на кафедрі біохімії Київського медичного інституту. У 1949 році успішно захистила дисертацію на здобуття наукового ступеню кандидата медичних наук за фахом «біохімія».
З 1949 року працювала в Інституті інфекційних хвороб, а після об'єднання цього інституту з Інститутом епідеміології, мікробіології та паразитології — в об'єднаному Інституті епідеміології та інфекційних хвороб. Протягом усієї роботи в інституті вона керувала лабораторією клінічної біохімії.
У 1961 році внаслідок блискучого захисту дисертаційної роботи їй присуджено науковий ступінь доктора медичних наук за фахом «біохімія». У 1963 році Любов Леонтіївні присвоєно вчене звання професора, у 1983 році — звання Заслуженого діяча науки і техніки України.
Величезну роботу протягом понад 20 років Л. Л. Громашевська проводила як член секції «Медична ензимологія» Комітету «Ферменти в народному господарстві та медицині» Держкомітету по науці та техніці при Раді Міністрів СРСР. За цей період Комітетом систематично проводились симпозіуми з міжнародною участю, на яких вона виступала з провідними доповідями з медичної ензимології. Багато років Любов Леонтіївна була головним позаштатним спеціалістом Української ради по керуванню курортами профспілок (АТ «Укрпрофздравниця»).
Л. Л. Громашевська є одним із засновників Українського товариства клінічної лабораторної діагностики, від 1995 року до своєї смерті була його президентом. Працювала головним редактором медичного часопису «Лабораторна діагностика» (1996—2009 рр.), була членом редколегій і редакційних рад багатьох медичних журналів України й СРСР, спеціалізованої вченої ради із захисту дисертацій на здобуття наукового ступеня кандидата / доктора наук в Інституті епідеміології та інфекційних хвороб імені Л. В. Громашевського НАМН України. Під її головуванням відбулось багато наукових з'їздів, конференцій, симпозіумів. Багато років входила до складу президії правління Союзу наукових товариств країн СНД.

Могила Любові та Льва Громашевських, Байкове кладовище

Померла від тяжкої тривалої хвороби 21 квітня 2009 року у м. Києві. Похована на Байковому кладовищі разом із чоловіком.

### Родина
Чоловік — академік АН СРСР, епідеміолог, доктор медичних наук, професор Лев Громашевський (1887—1980). Брат — епідеміолог, доктор медичних наук, професор Анатолій Гураль (1937—2013).

## Науковий доробок
Л. Л. Громашевська зробила великий внесок у становлення і розвиток клінічної біохімії як науки. Головним напрямком її досліджень було експериментальне та клінічне вивчення (на клітинному, субклітинному, молекулярному рівнях) біохімічних зрушень в організмі при різних патологічних станах і при застосуванні лікарських препаратів — хіміотерапевтичних (антибіотиків), гормонів тощо. Важливе місце займали дослідження гострих та хронічних захворювань внутрішніх органів, зокрема, уражень печінки — неінфекційного та інфекційного генезу, вірусного гепатиту як моноінфекції та змішаних форм як різних гепатитів, так і вірусних гепатитів з іншими інфекціями, перебігу хвороби у людей з фоновим ураженням печінки (при наркоманії, алкоголізмі, у хворих з різною хронічною соматичною патологією тощо).
Багаторічні її дослідження у гематології дозволили встановити:
- значення окремих біохімічних показників у сироватці крові та інших біологічних рідинах для діагностики, оцінки перебігу хвороби, прогнозування її наслідків, оцінки ефективності лікування;
- критерії, які дозволяють по зрушенням у сироватці крові оцінити характер і ступінь ураження печінки на клітинному й субклітинному рівні або проводити «біохімічну біопсію» печінки без застосування пункційної біопсії. Останнє має особливе значення у наш час в період значного підвищення захворюваності на гепатит С;
- роль порушень метаболічних процесів у хворих на гепатит у розвитку поліорганної патології, зокрема «гепатогенної міокардіодистрофії», уражень жовчовивідних шляхів та ін.

Любов Леонтіївна розробила унікальну патогенетичну концепцію «метаболічної інтоксикації», яка розглядає інтоксикаційний синдром, який супроводжує різні патологічні стани, у зв'язку з порушенням обміну речовин і накопиченням в організмі нормальних метаболітів, проміжних та кінцевих продуктів їхнього обміну, а також появою патологічних метаболітів. Тобто «метаболічна інтоксикація», за думкою Л. Л. Громашевської, є патогенетичним фактором у розвитку поліорганної патології.
Чільне місце в роботі Л. Л. Громашевської займали ензимологічні дослідження: розробка методів визначення активності ферментів у різних біологічних рідинах організму, вивчення у них активності ферментів з різною внутрішньоклітинною локалізацією, ізоферментів, комплексних форм ферментів та з'ясування клінічного значення їхнього дослідження, вивчення механізмів змін ферментативної активності при патології, що відбулось вперше у колишньому СРСР.
У центрі її уваги знаходились питання, які стосуються помилок у лабораторній діагностиці, трактування результатів досліджень; вивчалися фактори, які можуть приводити до помилкової оцінки результатів досліджень, що було оформлено у відповідній ґрунтовній монографії 1990 р. «Помилки в лабораторній діагностиці», яка і на сьогодні є актуальною серед лікарів.
Л. Л. Громашевська є авторкою 311 наукових праць, в тому числі, 21 монографії, багатьох раціоналізаторських пропозицій, методичних рекомендацій, авторських свідоцтв на відкриття. Під її керівництвом було розроблено і модифіковано багато різноманітних методів біохімічних досліджень у біологічних рідинах людини; розроблені різні моделі уражень печінки: гострого та хронічного перебігу вірусних гепатитів, цирозу, денервації печінки, видалення частини або всієї печінки, перев'язки або перерізу жовчних проток (на дрібних тваринах).
За розробку теоретичних засад медичної ензимології та втілення її методів в клінічну практику у 1987 році Л. Л. Громашевській присуджена Державна премія УРСР в галузі науки і техніки. За серію робіт «Регуляція біохімічних процесів у нормі та патології» у 2001 році їй присуджена премія імені А. В. Палладіна Національної Академії наук України.
Основні наукові праці одноосібно й у співавторстві:
- «Вопр. мед. клиники», 1958, т. 4, № 6, с. 399.
- Изоферменты, их метаболическая роль и значение в медицине.- Вопр.теор.и прикладной ферментологии: Сб. Молекулярная биология, вып.10.- Киев, 1974, с.56-71.
- «Ізоферменти в медицині»/під ред. Петруня Н. М./К.: Здоров'я. — 1982. — 248 с.
- Желчные кислоты в сыворотке крови в норме и при патологических состояниях печени // Успехи гепатологии. — Рига, 1982. — Вып.16. — С. 139—146.
- «Ошибки в лабораторной диагностике: справочное пособие» — Киев: Здоровья, 1990. — 263 с.
- Различия ферментативной активности сыворотки крови у здоровых людей в зависимости от возраста и пола // Лабораторное дело. 1990. — № 5. — С. 4-10.
- Дисферментозы у здоровых лиц и больных острыми кишечными инфекциями. // В сб.: Hypolactasia: Clinical and Diagnostic Aspects (Abstr. of Symp.). Tartu, 1991. 66.
- ОСНОВНЫЕ НАПРАВЛЕНИЯ РАЗВИТИЯ КЛИНИЧЕСКОЙ БИОХИМИИ В УКРАИНЕ//МЕДИЦИНА УКРАИНЫ. — 1996. — N 1 — С. 31-34.
- НЕКОТОРЫЕ ЗАМЕЧАНИЯ К ИССЛЕДОВАНИЮ АКТИВНОСТИ АМИНОТРАНСФЕРАЗ И ТРАКТОВКЕ ЕГО РЕЗУЛЬТАТОВ У БОЛЬНЫХ С ПАТОЛОГИЕЙ ПЕЧЕНИ//ЛАБОРАТОРНАЯ ДИАГНОСТИКА. — 1997. — N 2. — С. 7-10.
- «Средние молекулы» как один из показателей «метаболической» интоксикации в организме // Лабораторная диагностика. — 1997. — № 1. — С.11-16.
- Сульфатовані жовчні кислоти у сечі при гепатобіліарній патології // Інфекційні хвороби. — 2003. — N 1. — С. 52-56.
- Метаболическая интоксикация в патогенезе и диагностике патологических процессов // Лабораторная диагностика. — 2006. — № 1. — С. 3-13.
- Биохимические исследования при гепатитах В и С // Лабораторна діагностика. — 2009. — N 1. — С.46-64.

Під науковим консультантством і керівництвом Л. Л. Громашевської виконано 70 докторських і кандидатських дисертацій. Л. Л. Громашевською створена школа фахівців, якими проводяться теоретичні наукові розробки у тісному взаємозв'язку з практикою. Її учні працюють у різних регіонах України — завідувачами кафедр, науковими співробітниками, викладачами у Києві, Дніпропетровську, Запоріжжі, Львові, Луганську, Тернополі, Чернівцях, Ужгороді та інших містах.